# Aborym
Gli Aborym sono un gruppo italiano industrial-black metal fondato a Taranto nel 1992.

## Stile
Definiscono il proprio stile "alien-black-hard/industrial". Questa immagine viene data utilizzando un'iconografia apocalittica ed erotica, città in rovina, panorami post-industriali, corpi femminili ricoperti di luci, tagli ed "abrasioni". I testi trattano principalmente tematiche come spiritualità, esoterismo e satanismo
.

## Storia
Nascono nel 1992 a Taranto per iniziativa del bassista Malfeitor Fabban e del chitarrista/batterista Daniele Belvedere. Dopo due demo autoprodotte intitolate Worshipping Damned Souls (1993) e Antichristian Nuclear Sabbath, nel 1998 gli Aborym arrivarono al loro primo album intitolato Kali Yuga Bizarre (Scarlet)
Sin dagli esordi hanno avuto modo di collaborare con importanti nomi della scena black metal internazionale, come il cantante Attila Csihar (Mayhem), ottenendo un buon riconoscimento internazionale anche grazie a queste blasonate partecipazioni. Altre collaborazioni sono state con  Bard "Faust" Eithun degli Emperor; Karyn Crisis dei Crisis; Prime Evil dei Mysticum; Davide Tiso; Narchost; Richard K.Szabo di TWZ, il sassofonista Marcello Balena; Emiliano Natali; Marc Urselli; Giulio Moschini degli Hour of Penance e Pete di Blood Tsunami.
Fino al 2005, in cui il già citato Faust entra a far parte della band, gli Aborym hanno sempre utilizzato batterie elettroniche nei loro album, ma la scelta di un batterista acustico non ha impedito alla band di continuare nell'utilizzo di samples e rumori industriali, loro caratteristica fin dagli esordi.
Nel 2013 è uscito il loro sesto album studio Dirty.

## Formazione

### Formazione attuale
- Fabban - voce, basso, sintetizzatore, tastiere (1992-oggi)
- Tomas Aurizzi - chitarra (2019-oggi)
- Gianluca Catalani - batteria (2016-oggi)

### Ex componenti
- Yorga S.M. - voce (1997-1999)
- Asmod Gvas XI Volgar Dei Xacrestani - voce (1999)
- Attila Csihar - voce (1999-2006)
- Prime Evil - voce (2005-2009)
- Alex Noia - chitarra (1993–1998)
- Set Teitan - chitarra (1997-2005)
- Nysrok - chitarra (1999-2006)
- D. Belvedere - batteria (1993–1998)
- Bård "Faust" Eithun - batteria (2005-2013)
- Paolo Pieri - chitarra (2013-2015)
- Giulio Moschini - basso (2013–2015)
- Dan V - chitarra (2016-2019)
- Stefano Angiulli - tastiere, sintetizzatore (2016-2019)
- RG Narchost - basso (2016-2019)

## Discografia

### Album in studio
- 1999 - Kali Yuga Bizarre
- 2001 - Fire Walk with Us
- 2003 - With No Human Intervention
- 2006 - Generator
- 2010 - Psychogrotesque
- 2013 - Dirty
- 2017 - Shifting.negative
- 2018 - Something for Nobody Vol. 2
- 2019 - Something for Nobody Vol. 3
- 2021 - Hostile
- 2022 - Remixes And

### Demo
- 1993 - Live In Studio
- 1993 - Worshipping Damned Souls
- 1997 - Antichristian Nuclear Sabbath